# Josef von Witt

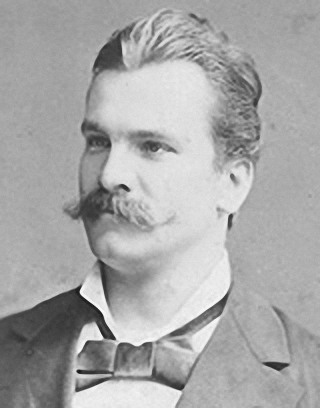
Josef von Witt

Josef von Witt, eigentlich Josef Filek Edler von Wittinghausen (* 7. September 1843 in Prag; † 17. September 1887 in Berlin) war ein böhmisch-deutscher Sänger in der Stimmlage Tenor.

## Leben
Josef von Witt war der Sohn eines kaiserlich-österreichischen Staatsbeamten. Er trat achtzehnjährig in die kaiserliche Armee ein war 1865 in Verona stationiert. Hier entdeckte er sein Gesangstalent, quittierte 1867 den Armeedienst und studierte Gesang bei Otto Uffmann in Wien. 1868 debütierte er am Ständischen Theater am Freiheitsplatz in Graz. Im Folgejahr wurde er am Hoftheater Dresden engagiert. Von 1878 bis 1887 übernahm Josef von Witt die Partien des Heldentenors am Hoftheater Schwerin, wo er zum Großherzoglich-mecklenburgischen Kammersänger ernannt wurde. Er sang 1886 bei der Eröffnung des neuen Theaters in Christoph Willibald Glucks Oper Iphigenie in Aulis, die Titelpartien in Offenbachs Hoffmanns Erzählungen, in Wagners Lohengrin und in Daniel-François-Esprit Aubers Fra Diavolo. Daneben war Josef von Witt auch Oratorien- und Liedsänger.
Durch Gastspiele an vielen deutschen Hofbühnen erlangte von Witt große Bekanntheit. Kritiker lobten ihn: „Sein Repertoire umfaßte alle großen Tenorpartien der deutschen, italienischen und französischen Oper, und mit dem Schmelz seiner Stimme brachte er in elegischen Partien eine hinreißende Wirkung hervor.“ Er wurde mit Verdienstkreuzen und -medaillen der Herzoglichen Höfe Sachsen-Weimar, Sachsen-Meiningen und Schwarzburg-Sondershausen geehrt und war herzoglich-sächsischer Kammersänger.
1885 reiste er zu einem Gastspiel in die USA. Er gastierte 1886 bei einem großen Sängerfest in Milwaukee. Auf dieser Reise erkrankte er und begab sich nach seiner Rückkehr in Behandlung nach Berlin. Hier starb er am 17. September 1887 an den Folgen einer Operation und wurde am 21. September 1887 in Dresden beigesetzt.